# Кораблёв, Алексей Михайлович
Кораблёв Алексей Михайлович (род. 21 марта 1979 года, уроженец с. Галактионово Чистопольского района ТАССР) — Герой Российской Федерации, в 1998—2000 годах военнослужащий 503-го гвардейского мотострелкового полка 58-й армии Северо-Кавказского военного округа, гвардии рядовой.

## Биография
Алексей Кораблёв родился 21 марта 1979 года в селе Галактионово Чистопольского района ТАССР. Окончил среднюю школу. До службы в армии работал слесарем на Чистопольском Часовом заводе.

### Служба в Вооруженных силах Российской Федерации
В декабре 1998 года Алексей Кораблёв был призван на срочную службу в Вооружённые силы Российской Федерации. Службу проходил в 503-м гвардейском мотострелковом Фастовском ордена Ленина, Краснознамённом, орденов Суворова и Богдана Хмельницкого полку 58-й армии (дислоцирован в городе [г. Владикавказ, РСО-Алания], командир полка — гвардии полковник [Хлопотов Сергей Николаевич]. В октябре 1999 года Кораблёв А. М. в составе своего подразделения прибыл в Чеченскую республику для участия в боевых действиях в период второй чеченской войны. Принимал участие в операциях по взятию Бамута, Шали, Урус-Мартана.

### Подвиг
14 января 2000 года приданный мотострелковый взвод 503-го полка и разведгруппа 160-го полка были окружены превосходящими силами противника и заблокированы на укрепленной высоте 950.8 в районе села Дуба-Юрт Шалинского района Чечни. Через несколько часов боеприпасы у бойцов разведроты были на исходе, а противник подошел практически вплотную. Командир отдал приказ оставшимся бойцам к отступлению, но единственным путем к отступлению был отвесный каменный многометровый склон.
В этой ситуации гвардии рядовой Алексей Кораблёв вместе с командиром отделения остался прикрывать отход бойцов, отстреливаясь от наступающего врага из штатного оружия. Затем, воспользовавшись наступившей темнотой, Алексей Кораблёв вместе с сержантом прорвался сквозь окружение. Пробираясь в расположение федеральных сил, они обнаружили тяжелораненого офицера из своей разведгруппы, оказали ему медицинскую помощь и в течение суток выносили на себе, доставив товарища в расположение 160-го танкового полка.
За мужество и героизм, проявленные при проведении контртеррористической операции на территории Северо-Кавказского региона, Указом Президента Российской Федерации от 28 июня 2000 года гвардии рядовому Кораблёву Алексею Михайловичу присвоено звание Героя Российской Федерации.

### После военной службы
Алексей Кораблёв после демобилизации в 2000 году проживает и работает в городе Чистополь Республики Татарстан. Занимается общественной деятельностью — Президент Общественной организации ветеранов афганской и чеченских войн Чистопольского района «Патриот».
Женат, имеет 4-х детей.